# Nanticoke
Die Nanticoke-Indianer (abgeleitet von Nantaquak oder Nentego - ‘Tidewater People’ oder ‘People of the Tidewaters’, dt. ‘Volk des Niedrigwassers’, oder ‘Volk der Gezeiten, von Ebbe und Flut’), auch Doegs, Toags oder Tauxdie genannt. Die Lenni Lenape (Delaware) nannten sie Unechtgo oder Unalachtgo (auch W'nalachtko - ‘People Who Live Near the Ocean’ - dt. ‘Volk, das nah am Ozean lebt’). Sie waren ein Algonkin-Stamm der Algonkin-Ritwan-Kutenai-Sprachfamilie, der am Ostufer des Nanticoke River in Maryland lebte, wo Smith 1608 ihr Hauptdorf lokalisierte. Sie werden linguistisch und ethnisch den Lenni-Lenape- und Conoy-Indianern zugeordnet. Johann Heckewelder, ein englischer Missionar, der mehr als 40 Jahre unter den Irokesen- und Algonkin-Stämmen tätig war, berichtete, dass sie gute Pelztierjäger, Fallensteller und Fischer waren. Unter dem Druck der weißen Besiedlung wanderten viele von ihnen durch das südöstliche Delaware und über New Jersey bis nach Kanada und Oklahoma. Auf dieser Wanderung vereinigten sich mehrere Nanticoke mit den Lenni Lenape, die bereits in New Jersey lebten.
Den Maryland-Kolonien waren die Nanticoke ein Dorn im Auge. Schon 1642 wurden sie formal als Feinde erklärt. Es gab immer wieder Konflikte zwischen den Kolonisten und den Nanticoke, die durch Verträge beigelegt werden konnten. Ab 1698 wurden in der Region für die Nanticoke Reservate errichtet. 1707 hatten sie mindestens sieben Dörfer. 1722 war ihr Hauptdorf Nanduge, in dem an die hundert Einwohner und ihr Oberhaupt lebten, das über alle benachbarten Nanticoke herrschte. Bald danach wanderten sie nordwärts und verbrachten eine Zeit lang am Susquehanna River, an der Mündung des Juniata. Ungefähr 1748 zog der größere Teil des Stammes den Susquehanna hinauf, wo sie sich an verschiedenen Stellen aufhielten und schließlich unter Irokesenschutz bei Chenango, Chugnut und Oswego an der östlichen Verzweigung des Susquehanna im südlichen New York ansiedelten. Sie wurden 1765 auf 500 Personen geschätzt. Ein Teil der Nanticoke blieb in Maryland, wo sie noch 1792 unter dem Namen Wiwash lebten, wobei ihre Zahl bereits auf dreißig Angehörige gesunken war. 1753 vereinigte sich ein Teil der Nanticoke vom oberen Susquehanna mit den Irokesen im westlichen New York, aber der Großteil des Stammes wanderte mit den restlichen Mahican- und Wappinger-Indianern 1784 westwärts und schloss sich den Lenni Lenape in Ohio und Indiana an, wo sie nach und nach ihre Identität verloren.

## Heutige Situation
Die folgenden Stämme und Gruppen sind state recognized tribes, d. h. sie sind vom jeweiligen Bundesstaat, in dem sie leben als Stamm anerkannt, jedoch ohne auf Bundesebene als Stamm anerkannt zu sein.
- Delaware:
  - Nanticoke Indian Association (auch Nanticoke Indian Tribe of Delaware, ihre Stammesbezeichnung leitet sich von Nantaquak oder Nentego her (‘Tidewater People’ oder ‘People of the Tidewaters’, dt. ‘Volk der Gezeiten, von Ebbe und Flut’), waren Verbündete der Powhatan sowie der Choptank, seit 1922 vom Staat Delaware als Stamm anerkannt (state recognized), Verwaltungssitz ist Millsboro im Sussex County, Delaware, Population: ca. 1.550 Stammesmitglieder)[1] – Mitglied der Confederation of Sovereign Nentego – Lenape Tribes
  - Lenape Indian Tribe of Delaware (Nachfahren von Unami Lenape und Nanticoke-Familien der Delmarva-Halbinsel (engl.: Delmarva Peninsula) und des südlichen New Jerseys, Stammesmitgliedschaft ist auf Nachfahren der Lenape im Kent County, Delaware und südlichem New Jersey sowie auf Nanticoke von der Delmarva-Halbinsel begrenzt, Verwaltungssitz ist Cheswold im Kent County, Delaware)[2] –  Mitglied der Confederation of Sovereign Nentego – Lenape Tribes

- New Jersey:
  - Nanticoke Lenni-Lenape Indian Tribe (auch Nanticoke Lenape Indians, Nanticoke Lenni-Lenape People oder Nanticoke Lenni-Lenape Tribal Nation of New Jersey, Nachfahren von Unami Lenape sowie von Nanticoke, die sich den Unami Lenape am Südufer der Delaware Bay im südlichen New Jersey anschlossen, wurden als Cohansies (Lenape-Gruppe entlang des Cohansey River), Bridgeton Indians, Indians of Cohansey Bridge, Alloways (Lenape-Gruppe, benannt nach Häuptling Alloway), Little Siconese, Narraticons (‘Naraticonck’), Sewapois sowie mit anderen Namen bezeichnet wurden, sind heute der größte Stamm in New Jersey, besitzen Stammesland bekannt als Cohanzick[3] in Fairfield Township, New Jersey, hier ist auch ihr Gemeinschaftszentrum sowie Zeremonialplatz, Verwaltungssitz ist Bridgeton im Cumberland County, New Jersey, Population: ca. 1.600 Stammesmitglieder)[4] – Mitglied der Confederation of Sovereign Nentego – Lenape Tribes